# Мауэр, Михаэль
Михаэль Мауэр (нем. Michael Mauer; род. 28 июля, 1962) — немецкий автомобильный дизайнер. Главный дизайнер Dr. Ing. h.c. F. Porsche AG. Ранее работал в Mercedes Benz и Saab. С 2015 года также возглавляет отдел дизайна Volkswagen AG.

## Биография
Родился в Ротенбурге-на-Фульде, земля Гессен, Германия.
Начал свою карьеру в компании Mercedes-Benz. В 1989 году он был назначен руководителем дизайн проекта для Mercedes-Benz V-класса, и отвечал за проектные работы для первого поколения модели Mercedes-Benz SLK. В 1998 году он переехал в Mercedes-Benz Advanced Design Studio в Токио в качестве генерального менеджера. В 1999 году он был назначен начальником дизайна Smart, где он был ответственным за первоначальную разработку Roadster Coupe.
В 2004 году перешел в Porsche на должность главы отдела дизайна. С 2015 года также возглавляет отдел дизайна головной компании, концерна Volkswagen AG.